# Árvay (másképp Nagy) család
Az Árvay másképp Nagy család egy Sáros vármegyei nemesi család.

## A család története
Árvay másképp Nagy György 1659. szeptember 10-én címeres nemeslevelet szerzett I. Lipót magyar királytól. Kihirdette 1661. január 26-án Sárosmegyében. A család később Borsod-, Gömör-, Heves-, Nógrád- és Temesmegyébe ágazott el.

## A család címere
A család címere (1659): kék pajzsban zöld halmon vörös nadrágos és süveges, kék dolmányos, sárga csizmás magyar vitéz jobbjában vörös zászlót tart; sisakdísz: a vitéz nővekbő alakban; takarók: kék-arany, vörös-ezüst.